# Franc Samuel Karpe
Franc Samuel Karpe, slovenski pravnik in filozof, * 17. november 1747, Ljubljana, † 19. september 1806, Dunaj, Avstrija
Velja za največjega slovenskega racionalističnega filozofa sistematike. Najpomembnejši znanstveni spis, v katerem je obravnaval racionalistično zasnovan sistem filozofije, je naslovil »Filozofija brez priimkov«, ker je sam namreč avtoriteto zavračal. Trdil je, da gre za občečloveške resnice, za katere citati niso potrebni. V filozofiji je bilo za Karpeta glavno in najpomembnejše načelo ljubezen do resnice, zato imena (priimki) niso pomembni. V osrednjem spisu je filozofske discipline razvrstil po Wolffovem vzoru, a je namesto logike v izhodišče postavil psihologijo. Psihologijo je postavil v izhodišče, saj je menil, da je psihologija temelj vsake filozofije.

## Življenjepis

### Zgodnje življenje
Franc Samuel Karpe se je 17. novembra 1747 rodil v meščanski družini v Ljubljani. Zelo zgodaj sta mu umrla oba starša in je postal sirota. Vzgajala ga je družina grofa Lichtenberga.

### Šolanje
Na jezuitskem kolegiju v Ljubljani je 1768 zaključil filozofske študije. Ljubljanska predavanja matematike je poslušal pri Jožefu Kauffmannu, filozofijo in fiziko pa pri Pogrietschnigu.1

### Študij
Svoje izobraževanje je nadaljeval na Dunaju, kjer je 1769-1773 študiral pravo ter Leibnizevo in Wolffovo filozofijo. Hkrati se je seznanjal tudi s Kantovo filozofijo, kar je očitno iz njegovih del. Poznal pa je tudi že Fichteja.2

### Dela in poklici
Svojo poklicno pot je začel na univerzi v Olomucu na Češkem 1774, kjer je kot profesor predaval logiko, metafiziko in moralno filozofijo. V Olomucu je bil asesor (član sodnega zbora) akademskega sodišča in vodja pokrajinske študijske komisije, kar mu je prineslo velik ugled.  Začasni vodja študija filozofije je bil 1777. Leto kasneje se je preselil v Brno. Na tamkajšnji univerzi je 1778-1782 predaval pedagogiko in bil 1881 izvoljen tudi za predstojnika univerze. V času službovanja v Brnu je tam vodil tudi versko izobraževanje. Svojo poklicno pot je zaključil na Dunaju, kjer so mu 1788 podelili doktorski naziv filozofa. Istega leta jeseni pa je postal tudi dekan filozofske fakultete na Dunaju. Tam je kot profesor predaval logiko z empirično psihologijo, metafiziko, ontologijo, praktično filozofijo, naravno teologijo in kozmologijo. Naziv rednega profesorja na filozofski fakulteti je dobil 1792, naslednjih deset let pa je opravljal tudi funkcijo nadzornika filozofskega študija.3
Franc Samuel Karpe se je v življenju posvečal tudi znanstvenemu delu, zaradi česar je bil cenjen tako v tujini kot tudi doma. V Ljubljani je bil član Academia operosorum Labacensium, vendar v njen ni bil aktiven. Ali se je po svojem odhodu v tujino še kdaj vrnil v Ljubljano, ni znano.
Karpe je svoja dela pisal v latinščini in nemščini. Njegovo najpomembnejše delo je bilo Darstellung der Philosophie ohne Beynahmen in einem Lehrbegriffe, als Leitfaden bey der Anleitung zum liberalen Philosophiren, ki je bilo izdano 1802 na Dunaju.  Znanstveno delo sestoji iz 6 zvezkov, v katerih je obsežno prikazana celotna filozofija. V prvih treh zvezkih gre za obravnavo teoretične filozofije (psihologija, logika, metafizika), v preostalih treh pa za obravnavo praktične filozofije (splošna praktična filozofija, moralna filozofija - etika, pravna filozofija). Celotno delo obsega 1300 strani.4

### Pozna leta življenja in smrt
Svojo poklicno pot je Franc Samuel Karpe zaključil februarja 1806, ko se je upokojil. Umrl je na Dunaju 19. septembra 1806.5

## Filozofija
Filozofija je po Karpetu predvsem spoznanje tistega, kar bivajočemu omogoča biti. Karpe je sledil John Locku in zagovarjal deizem ter empirizem. Svoja filozofska razmišljanja je pozneje utemeljil na Boškovićevi teoriji. Svoje razlage pa je povezoval z Aristotelom. Zgledoval se je po Wolffu, Locku in Leibnizu, predvsem pa je spoštoval Huma in Bacona. Močno je nasprotoval in kritiziral takrat priljubljenega Kanta.

### Karpetov sistem filozofije
Svoj vseobsežni filozofski sistem je Karpe najbolj zaokroženo razvil v svojem poglavitnem delu Darstellung der Philosophie ohne Beynahmen in einem Lehrbegriffe, als Leitfaden bey der Anleitung zum liberalen Philosophiren (Filozofija brez priimkov). Filozofija je po Karpetu totalni sistem znanja, ki sestoji iz več delnih sistemov in je produkt človeškega duha. Da bi prišli do pravega pojma filozofije je potrebno pregledati poglavitne vrste človeških spoznanj in zmožnosti človeškega duha. Trdi, da filozofija ni iznajdba kakega posameznika, ampak proizvod razvoja človeškega rodu (gradi se na trditvah, ki so jih postavili v preteklosti).
Za Karpeta je bil izvor vsega filozofskega spoznanja um in razmislek, zato je to spoznanje racionalno. Racionalno spoznanje je lahko dvojno. Teoretično, če se nanaša na naravno vzročnost, ali pa praktično, če se nanaša na vzročnost po prosti volji. Tako je Karpe filozofijo razdelil na dva poglavitna dela, in sicer na teoretično ter praktično filozofijo.
Teoretična filozofija se dalje deli glede na predmet in način obravnave. Spoznanje zakonitosti in vzročnosti v naravi predpostavlja po Karpetu poznavanje določenih dejstev. Karpe je določil pet vrst takih dejstev:
1. načini spreminjanja in delovanje duše,
2. učinki lepega na človeško dušo,
3. načini spreminjanja in delovanja telesnega sploh,
4. miselne operacije,
5. stvari, ki so po bivanju relativne in ki kažejo na stvari, katerih bivanje je absolutno.
Od tod izhaja potem pet delov teoretične filozofije, od katerih so prvi trije deli utemeljeni na izkustvu, in sicer :
1. empirična psihologija ali antropologija,
2. estetika,
3. fizika ali nauk o naravi in telesnih fenomenih.
Karpe meni, da so šele na njih kot delo čistega razuma zgrajeni spekulativni deli teoretične filozofije, in sicer:
4. logika kot znanost o naravi in uporabi razuma,
5. metafizika kot znanost o absolutnem. (Metafiziko Karpe dalje deli na ontologijo in kozmoteologijo.)
Praktična filozofija je spoznanje tega, kaj naj ljudje delajo, ter zadeva moralnosti kot temelj in pogoj človeške sreče. Karpe praktično filozofijo razume kot sistem praktičnih načel za urejanje življenja. Zanj je to življenjska modrost, po kateri naj bi ljudje pravilno in srečno živeli v zadovoljstvu, varnosti in blaginji. Cilj praktične filozofije naj bi bil raziskovanje zakonitosti svobode človeške volje, ki se izkazuje v nraveh in dejanjih. Praktično filozofijo sestavljajo naslednji deli:
1. obča praktična filozofija (moralna ontologija), ki se deli na eleutherinomijo in eudajmonologijo,
2. filozofski nauk o kreposti (etika) in filozofija prava, ki se deli na etično in pravno,
3. politika in pedagogika.

### Posebnosti Karpetovega sistema filozofije
Karpe je izhajal iz človeka samega oz. človeške duše, torej je imel za temelj svojih filozofskih spoznanj psihologijo. Človeška duša je po Karpetu subjekt vsega spoznanja in hotenja. Iz tega sledi, da so tudi fizika, ontologija in kozmoteologija zasnovane na temelju 'psihologije'. Psihologija ni razumljena v smislu sodobne psihološke znanosti, temveč kot razlaga struktur duše kot subjekta spoznanja. Problem Karpetovega sistema je ravno to, da je za izhodišče sistema postavil empirično psihologijo.

### Nedoslednost Karpetovega filozofskega sistema
Karpe je sledil takrat zelo razširjenim filozofskim teorijam, ki sta jih zasnovala Leibniz in Wolf. Wolf je za izhodišče sistema vzel logiko, vendar je njegov učenec Baumgarten kasneje sistem reformiral in za izhodišče postavil psihologijo. Reformi dogmatične racionalistične filozofije se je pridružil tudi Karpe. Glavni Karpetov namen je bil razviti na opazovanju zgrajeno psihologijo in se šele nato dvigniti do metafizike ali ontologije. Taka psihologija v filozofskem smislu ne bi bila mogoča, ker ne bi mogla biti drugega kot nepregledna zbirka nesmiselnih opazkov. Problem je, da so nekatere trditve predpostavljene na podlagi metafizike, ki jo je razvrstil na drugo mesto (moralo bi biti obratno, da bi trditve metafizike pojasnjeval na podlagi psihologije, če naj bi bila ta izhodišče). Celoten sistem se torej pri Karpentu opira na metafiziko.

### Logika
Pri Karpetovi logiki gre za občo metafiziko, ki obravnava strukture mišljenja in obenem strukture bivajočega v celoti. Logika je najpomembnejši, centralni del Karpetovega filozofskega sistema. Nanjo se opira celoten sistem, predvsem pa discipline, ki jih Karpe uvršča v svojo metafiziko (ontologija, kozmoteologija). Karpetova logika je bliže spoznavni teoriji in ontologij kot pa formalni logiki.

### Novoveški racionalistični sistem
Karpe svoj vpogled v nepoljubnost filozofije izraža že v samem naslovu dela Darstellung der Philosophie ohne Beynahmen in einem Lehrbegriffe, als Leitfaden bey der Anleitung zum liberalen Philosophiren. Gre za filozofijo brez priimka, torej za filozofijo, ki ni odvisna od samovolje ali posebnih nagnjenj tega ali onega filozofa. Prepričan je, da filozofija ni delo kakega posameznika, temveč raste le iz ljubezni do resnice. Odklanja vse avtoritete, saj se opira samo na razum in mišljenje.
Svoje delo razume kot navodilo za svobodomiselno filozofiranje. Zanj je svobodomiselno filozofiranje tisto, ki si pravilnost in gotovost zagotovi samo v sebi. Iz česar sledi, da mora odklanjati tako cerkveno kakor posvetno avtoriteto. Karpe za edino avtoriteto priznava razum. Karpe sisteme drugih filozofov ne priznava za avtoritete, temveč meni, da mora njihove misli narediti samemu sebi razvidne z lastnim razumom, da jih lahko sprejme. V tem je avtonomnost filozofskega duha. Avtonomnost filozofskega duha in spoznanje človeške duše kot subjekta vsega spoznanja uvršča Karpetov filozofski sistem med novoveške racionalistične sisteme. Karpe je bil oster nasprotnik sholastike. Menil je, da se je sholastika odvračala od izkustva. Zaradi svojega stališča do sholastike je v svoji logiki omejil prikaz silogistike, ki je imela v sholastičnih logikah velik pomen.

### Metafizika
Pod metafiziko spadata ontologija in kozmoteologija. Karpe je kozmologijo in naravno teologijo združil v enotno kozmoteologijo. Razlog za združitev je najbrž bil, da je imel kozmološki dokaz bivanja boga za najbolj trden med vsemi dokazi in se mu je zdelo, da se prav na njem zasnavlja naravna teologija kot drugi del kozmoteologije.
Karpe je bil nasprotnik Kanta. Ugovarjal je njegovi ideji, da naj bi vsak objekt bil le predstava. Karpe objekt razume kot nekaj, kar je samo po sebi, in je torej od spoznanja neodvisno. Medtem ko predstavo razume kot nekaj subjektivnega, kar ni samo po sebi in je odvisno od spoznanja. A nekateri trdijo, da Kantovih misli niti ni ustrezno razumel in njegovo nasprotovanje ni bilo podprto z ustreznimi dokazi.6

## Dela
- Argumentum tentaminis ex philosophia rationali in conspectu tabellari exhibitum, Olomuc 1776
- Filum tentaminis ex philosophia speculativa, Olomuc 1776
- Erklärung der Logik, Metaphysik und practiscehen Philosophie nach Feders Leitfaden und dem Geiste der öffentlichen Vorlesungen an der Wiener hohen Schule, Dunaj 1793–94
- Darstellung der Philosophie ohne Beynahmen in einem Lehrbegriffe, als Leitfaden bey der Anleitung zum liberalen Philosophiren, Dunaj 1802
- Institutiones philosophiae moralis, Dunaj 1804
- Institutiones philosophiae dogmaticae perpetua Kantianae disciplinae ratione habita, Dunaj 1804

### Dela, prevedena v slovenščino
- Karpe, F. S. 1975. Prolegomena k celotni filozofiji in logika. Ljubljana: Inštitut za sociologijo in filozofijo pri Univerzi. (COBISS)